# فیل‌ماهی
فیل ماهی یا بلوگا (Huso huso)، از راستهٔ تاس‌ماهیان، از بزرگ‌ترین ماهیان استخوانی و بزرگ‌ترین ماهی دریای مازندران است. زیستگاه اصلی این آب‌زی در حوضهٔ دریای مازندران و دریای سیاه است و در دریای آدریاتیک هم دیده شده و جمعیت‌های وحشی این گونه به دلیل صید بی‌رویه، هم‌اکنون در فهرست گونه‌های به‌شدت در معرض خطر انقراض قرار دارد. خاویار به دست آمده از این ماهی از گران‌ترین انواع خاویار است. نمونه‌هایی از آن‌ها با وزنی در حدود ۱۴۰۰ کیلوگرم و سنی بیش از ۱۰۰ سال صید شده‌است. هر دو یا سه سال یکبار تخم ریزی می‌کند و بین ۱۴ و ۱۷ سالگی بالغ می‌شود. طول آن از یک و نیم متر تا بیش از چهار متر است. رکورد صید آن در ایران ۱۲۵۰ کیلوگرم بوده‌است که از آن ۲۳۰ کیلوگرم خاویار طلایی، که گرانترین نوع خاویار است، استحصال شد.

## زیستگاه
کشورهای حوضه دریای مازندران. خارج از دریای مازندران در کشورهایی مثل آلبانی، بوسنی، بلغارستان، گرجستان، ایتالیا، قزاقستان، ترکیه و اوکراین بومی است. در کشورهایی نظیر سوئد و لتونی معرفی مصنوعی شده و متأسفانه در کشورهایی هم منقرض شده، نظیر اتریش، اسلونی، اسلواکی، صربستان و مجارستان.
آب‌های شیرین، شور و لب شور، دارای بسترهای گلی. نزدیک به بستر زندگی می‌کند. بیشتر در عمق ۷۰ تا ۱۸۰ متری حضور دارد. در عمق بیش از ۳۰۰ متری دریای خزر نیز صید شده‌اند. به‌طور کلی به اعماق بیشتر از سطح علاقه‌مند است. در طی کاهش عمق دهه هفتاد دریای مازندران، فیل ماهیان از کرانه‌های شمالی به مرکز و جنوب مهاجرت کردند، که این امر به‌طور غیر مستقیم می‌تواند با منابع غذایی مرتبط باشد.
از ۲۷ گونه ماهی خاویاری در جهان پنج گونه پراهمیت ماهیان خاویاری از جمله فیل ماهی (بلوگا)، تاس ماهی ایرانی، تاس ماهی روسی، شیپ و ازون برون در دریای مازندران موجود است که همین امر موجب صادرات مرغوب‌ترین خاویار از طریق کشورهای حوزه دریای مازندران شده‌است.

## مشخصات ظاهری، رفتاری و فیزیولوژیک
این ماهی دارای بدنی باریک است که به سمت دم باریک‌تر می‌شود. پوزه کوتاه و مخروطی شکل دارد. ۱۷ تا ۳۶ خار آبششی دارد و دارای سبیلک بلند و فشرده یا گرد است. شعاع‌های غیر منشعب باله مخرجی ۲۲–۴۱(بعضی منابع ۲۸ تا ۴۱)و باله پشتی ۴۸–۸۱(بعضی منابع ۶۲ تا ۷۳) می‌باشد. این ماهی به‌طور کلی فاقد خار یا شعاع سخت در باله‌ها است و بخش‌هایی از اسکلت بدن، غضروفی است.
اندازه
این ماهی یکی از بزرگ‌ترین ماهی‌های استخوانی است. بزرگ‌ترین مورد ثبت شده در سال ۱۸۲۷ فیل ماهی ماده ای بود که در رود ولگا صید شده و دارای وزن ۱۵۷۱ کیلوگرم و طول ۷/۲ متر بوده‌است. چندین مورد دیگر با طول بیش از ۵ متر نیز گزارش شده‌اند اما امروزه فیل ماهی‌هایی با این اندازه بسیار نادر و کمیاب هستند. فیل ماهیان صید شده در سال‌های اخیر عموماً دارای طولی بین ۱۴۲ تا ۳۲۸ سانتی‌متر و وزنی معادل ۱۹ تا ۲۶۴ کیلوگرم دارند. فیل ماهی‌های ماده معمولاً ۲۰درصد بزرگ‌تر از نرها هستند.
رژیم غذایی:
فیل ماهی‌ها گوشتخوار و شکارچی هستند و در مراحل مختلف زندگی و بسته به محل و موقعیت مکانی از منابع غذایی و انواع مختلفی از ماهی‌ها استفاده می‌کنند. در سنین جوانی عموماً از سخت پوستان کف زی، کرم‌ها، حشرات کف زی و بی مهرگان تغذیه می‌کنند. پس از آن از ماهیانی نظیر کولمه (Rutilus rutilus)، سیاه کولی(Vimba vimba)، شیشه ماهی (Atherina boyeri) و کپور (Cyprinus carpio) و در فصل مهاجرت به رودخانه از ماهی استرلیاد (Acipenser ruthenus) و سوف (Stizostedion lucioperca)، کاراس (Carassius carassius)، ماهی سیم (Abramis brama)، ماش ماهی (Aspius aspius) و بسیاری ماهیان دیگر، پرندگان آبزی و حتی از فوک خزری نیز تغذیه می‌نمایند. طیف غذاهای گزارش شده فیل ماهی در کشورهای مختلف بیش از سی گونه ماهی را در بر می‌گیرد. در مواقعی همنوع خواری نیز در آن‌ها دیده شده‌است. جدی‌ترین رقیب غذایی فیل ماهی در دریای خزر فوک دریای خزر می‌باشد که بیش از ۶۱ درصد شباهت غذایی دارند.

## تولید مثل و تکثیر
سن بلوغ در فیل ماهی ماده، ۱۴ تا ۱۶ سالگی (گاه تا ۲۰) و در فیل ماهی نر ۱۹ تا ۲۲ سالگی (بعضی گزارش‌ها ۱۰ تا ۱۶ سالگی) می‌باشد. طول آن‌ها در این زمان حدود دو متر است.
برای تولید مثل، مهاجرت بهاره یا پاییزه به رودخانه‌ها دارند. اما در فصل بهار بیشتر مهاجرت صورت می‌گیرد. زمان تولید مثل به طغیان آب رودخانه بستگی زیادی دارد.
بستر رودخانه محل تخم‌ریزی، سنگلاخی و قلوه سنگی به همراه ماسه می‌باشد و سرعت آب ۱٫۵ تا ۲ متر در ثانیه و با عمق ۴ تا ۱۵ متر باید باشد.
هماوری مطلق ۲۲۴۳۰۰ تا ۲۸۵۳۴۰۰ (میانگین ۸۵۵۰۰۰ عدد) می‌باشد. میزان تخم تولیدی ماده‌ها بسته به عوامل گوناگون، بین ۳۶۰۰۰۰ تا ۷۷۰۰۰۰۰ عدد تخم می‌گذارند.
فصل تخم‌ریزی در بهار و پاییز است. جهت تولید مثل به آبهایی با دمای ۹ تا ۱۷ درجه مهاجرت می‌کنند.
توسعه جنینی تخم فیل ماهی در دمای ۸ تا ۱۱ درجه سانتیگراد، ۲۰۰ تا ۲۴۰ ساعت و در دمای ۱۵ تا ۱۶ درجه سانتیگراد، ۱۳۰ تا ۱۴۰ ساعت طول می‌کشد.
لارو تازه از تخم بیرون آمده، ۱۱ تا ۱۲ میلی‌متر طول دارد که بزرگتر از لارو سایر تاس ماهیان است. دوره لاروی تا وقتی که به تغذیه فعال برسند و طول آن‌ها ۲۵ میلی‌متر بشود طول می‌کشد. اندازه بچه ماهیان زیر یکساله در اورال به ۱۵ سانتیمتر می‌رسد. دمای ۱۵ تا ۲۶ درجه سانتیگراد، بهترین دما برای رشد لارو و بچه فیل ماهیان است.
از تخم‌ها محافظت نمی‌نمایند. ماده‌ها هر چند سال یکبار بارور می‌شوند.
در شرایط مصنوعی، قابل هیبرید سازی با گونه‌های دیگر است. از ترکیب فیل ماهی ماده، و ماهی نر استرلت یا استرلیاد(Acipenser ruthenus)، گونه‌ای به نام Bester به دست آمده که خاویار بهتر داشته و در آب شیرین قابل نگهداری است.
در ایران برای اولین بار در جهان، طرح تشخیص جنسیت فیل ماهی سه ساله با استفاده از سونوگرافی گرافی و با دقت بالای ۹۵٪ با موفقیت انجام شده‌است. این عمل به ویژه برای کسانی که قصد دارند سال‌ها در محیط پرورشی فیل ماهی را با هدف استحصال خاویار نگهداری کنند، حائز اهمیت است. چرا که نیازی به هزینه‌های گزاف نگهداری ماهیان نر تا سن بلوغ ندارند. روش سونوگرافی در تعیین جنسیت فیل ماهی، تنها ۳۰ ثانیه طول می‌کشد و به نسبت روش‌های دیگر رایج، کم خطر تر و کم هزینه تر است.
نسبت فراوانی جنس‌های نر و ماده در ماهیان خاویاری نه تنها از نظر بیولوژیک بلکه از نظر تولید خاویار نیز مهم می‌باشد. خاویار در واقع تخم‌های ماهی خاویاری ماده رسیده‌است که پس از صید و کشتن ماهی از محوطه شکمی خارج و عمل آوری می‌گردد؛ بنابراین در میزان تولید خاویار علاوه بر نسبت جنسها، درجه رسیدگی جنسی، فواصل بین دو تخمریزی و سن ماده‌ها نیز مؤثر می‌باشد.

## ارزش غذایی و اقتصادی
فیل ماهی از ماهیان بسیار گرانبها و به بیانی دیگر، گرانبهاترین ماهی جهان است. خاویار حاصل از آن گرانترین نوع خاویار به نسبت سایر خاویارها می‌باشد.
به نظر برخی واژه خاویار واژه‌ای فارسی و دگرگون‌شدهٔ واژهٔ خاگ‌آور (به معنی تخم‌آور) است.
گوشت آن نیز به صورت تازه، یخ زده یا دودی فروخته می‌شود. ۶۳ درصد وزن بدن این ماهی قابل خوردن است. گوشت تازه آن ۶٫۷ درصد و خاویار آن ۲۵٫۹ درصد پروتئین دارد. در آب‌های ایرانی دریای مازندران، ۱۲٫۶ درصد وزن بدن این ماهی از خاویار است. ۲۹٫۷ درصد خاویار تولیدی ایران در سال ۱۳۵۱ از فیل ماهی بود که در سال ۱۳۷۳ این مقدار به ۹٫۵ درصد کاهش یافت.
مصرف خاویار از ابتلا به بیماری افسردگی و بیماری‌های قلبی عروقی پیشگیری می‌کند، چرا که در خاویار غلظت اسیدهای چرب از نوع امگا۳ بسیار بالاست. بعلاوه خاویار غنی از ترکیبی به نام "Ctacosand" است که نوعی الکل چرب با زنجیره بلند است و در بدن به اسیدهای چرب تبدیل می‌شود. این اسیدهای چرب به دست آمده در سنتز میلین (پوشش سلول عصبی) نقش بسزایی ایفا می‌کند. به همین دلیل مصرف خاویار در سلامت سلول‌های عصبی بسیار مؤثر است. در کشورهایی که ماهی و خاویار در عادات غذایی مردم جایگاه ویژه‌ای دارد، میزان ابتلا به افسردگی بسیار کمتر از دیگر کشورهاست. وجود اسیدهای چرب «امگا۳» درخاویار مانع از افزایش کلسترول خون و به دنبال آن باعث پیشگیری از ابتلا به بیماری‌های قلبی عروقی می‌شود. بعلاوه مصرف خاویار در پیشگیری از ابتلا به بیماری‌های آرتریت رومائید (التهاب مفاصل)، بیماری‌های دستگاه گوارش و بعضی از انواع سرطان بسیار مؤثر است.
خاویار از نظر عنصر آهن نیز غنی است و به همین دلیل آن در افراد مبتلا به کم خونی ناشی از فقر آهن نیز توصیه می‌شود.
خاویار ماده غذایی ارزشمندی است که طبخ نداردو باید به صورت سرد مصرف شود.

## صید فیل ماهی
بیشترین صید فیل ماهی در ایران به صیدگاه بندر ترکمن در استان گلستان مربوط می‌شود. صید آن‌ها تا قبل از ممنوعیت حوالی سال ۲۰۰۰ در رودخانه‌های روسیه، به وسیلهٔ تورهای ثابت
کنار رودخانه و بیچ ساین انجام می‌شده‌است.
در سال‌های گذشته تا سال ۲۰۱۰، ایران بیشترین سهم را در صید تجاری و صادرات ماهیان خاویاری از جمله فیل ماهی در میان کشورهای حوزه دریای مازندران داشته‌است.
در سال ۲۰۱۰ براساس توافق صورت گرفته بین روسای جمهوری کشورهای حوزه دریای مازندران مقرر شد به منظور بازسازی و حفظ ذخایر، صید تجاری ماهیان خاویاری به مدت پنج سال در دریای مازندران متوقف شود که ایران نیز تاکنون به تعهدات خود در این زمینه پایبند بوده‌است.
براساس آمار سال ۲۰۱۰، مجموع صید و برداشت مجاز ماهیان خاویاری پنج کشور حوزه دریای مازندران ۹۸۹ تن ماهی خاویاری نر و ماده و حدود ۸۶ تن سهمیه صادرات خاویار از کل دریای مازندران بوده‌است.

## وضعیت حفاظتی
فیل ماهی در لیست قرمز اتحادیه بین‌المللی حفاظت از محیط زیست (IUCN) قرار داشته و این ماهی در حال حاضر در وضعیت گونه در معرض انقراض قرار دارد. این ماهی بر اساس کنوانسیون برن در لیست گونه‌های حفاظت شده قرار داشته و خرید و فروش و صید آن در بسیاری از کشورها ممنوع است. جمعیت مدیترانه ای این ماهی به شدت تحت حفاظت است. سازمان شیلات و حیات‌وحش ایالات متحده نیز از سال ۲۰۰۵ واردات خاویار و سایر محصولات این گونه را از دریای مازندران متوقف و ممنوع اعلام کرده‌است.
تکثیر مصنوعی و رهاسازی این ماهی، از دهه ۱۹۷۰ در شوروی سابق شروع شده‌است. در ایران نیز سالیانه صدها هزار بچه فیل ماهی در دریای مازندران رهاسازی می‌شوند، اما به نسبت سایر ماهیان خاویاری به ویژه قره برون، تکثیر این ماهی محدود است. از مجموع صیدهای انجام شده ماهیان خاویاری بین سال‌های ۱۳۸۲ تا ۱۳۸۴، در آب‌های زیر ده متر دریای مازندران، تنها یک صدم درصد (۰٫۱٪) مربوط به فیل ماهی بوده‌است.

## عوامل محدودکننده جمعیت فیل ماهی
عوامل غیر زیستی: وضعیت هیدرولوژیک رودخانه‌های محل تخمریزی، مثل شدت جریان، کاهش مناطق مناسب تخمریزی، کمبود اکسیژن به ویژه در زمستان
عوامل زیستی: شکارچیان تخم فیل ماهی (نظیر گربه ماهی اسبله، گاوماهیان، ماهی سیم)، شکارچیان لارو فیل ماهی (نظیر شمشیرماهی آب شیرین، اردک ماهیان جوان) و شکارچیان فیل ماهی بالغ (گربه ماهی اسبله).
فیل ماهی داخل دریای مازندران، دشمن طبیعی ندارد.
عوامل انسانی: صید غیر مسوولانه، ایجاد موانع در رسیدن به محل‌های تخمریزی، آلودگی‌های آبی.
مدیریت میزان آب رودخانه‌ها، جلوگیری از آلاینده‌ها، جلوگیری از صید بی‌رویه و افزایش مصنوعی تعداد بچه ماهیان فیل ماهی برای جلوگیری از نابودی آن پیشنهاد شده‌است.